# Wanlockhead
Wanlockhead est un village d'Écosse, situé dans le council area du Dumfries and Galloway, la région de lieutenance et ancien comté du Dumfriesshire. C'est le village le plus haut d'Écosse, avec une altitude moyenne de 397 mètres.
C'est un village minier avec des gisements de plomb, zinc, cuivre, argent et même d'or (dont un minerai très pur, à 22,8 carats, qui a été utilisé pour la couronne des rois d'Écosse). Après le déclin des activités minières, le village s'est reconverti en lieu de villégiature et destination touristique avec un célèbre musée de la mine.
La série de la BBC Hope Springs (en) se déroule à Wanlockhead.